# Зайцев Федір Григорович
Федір Григорович За́йцев (нар. 1 травня 1927, Волноваха) — український скульптор; член Спілки радянських художників України з 1970 року.

## Біографія
Народився 1 травня 1927 року в місті Волновасі (нині Донецька область, Україна). У Робітничо-Селянському Червоному флоті з 16 січня 1945 року. Брав участь у радянсько-японській війні. Служив матросом у береговій обороні.
1956 року закінчив Ворошиловградське художнє училище, де навчався у О. М. Кудінова. Дипломна робота — скульптура «Дівчинка з ковзанами» (керівник Іван Чумак). Був членом КПРС з 1965 року.
Мешкав у Запоріжжі в будинку на вулиці Дудикіна, № 9А, квартира № 26 та у будинку на вулиці Бородінській, № 1, квартира № 233.

## Творчість
Працював у галузях станкової і монументально-декоративної скульптури. Серед робіт:
станкова скульптура
- «Богдан Хмельницький» (1962, штучний камінь);
- «Володимир Ленін» (1965, гіпс);
- «Героям Сиваша» (1965);
- «Після бою» (1965, гіпс тонований);
- «Дмитро Менделєєв» (1967, гіпс тонований);
- «Тріо» (1969, гіпс тонований);
- «Полудень» (1969, оргскло);
- «Боєць-письменник» (1970, гіпс тонований);
- «Іван Підтикан» (1971);
- «Григорій Петровський» (1974);
- «Генерал-лейтенант Андрій Смирнов» (1975, кована мідь; Запорізький обласний художній музей);
- «Микола Ватутін» (1975);
- «Олександр Покришкін» (1989);
- «Скорботний янгол» (1995).

монументальні роботи
- Пам'ятник Богданові Хмельницькому у Запоріжжі (1965, разом Михайлом Худасом)[5];
- Погруддя Героя Радянського Союзу Івана Манайлова в селі Різдвянці Запорізької області (1968, бронза);
- Пам'ятник командуючому 18-ю армією Андрію Смирнову в селі Смирновому Запорізької області (1975);
- Пам'ятник Олександру Пушкіну у Запоріжжі (1976, демонтований 26 липня 2022 року[6]);
- Пам'ятник Юрію Гагаріну (1976);
- Погруддя Серго Орджонікідзе у Запоріжжі (1989, демонтований  9 березня 2016 року[7]);
- Пам'ятник воїнам-інтернаціоналістам у смт Куйбишевому Запорізької області (1991);
- Пам'ятник князю Льву Голіцину у Новому Світі (2008).

Брав участь у республіканських виставках з 1965 року. У 1974 році його роботи експонувалися в Польщі. Персональні виставки його робіт відбулися у Запоріжжі у 1967 та 1977 роках.

## Нагороди
- орден Вітчизняної війни II ступеня (6 квітня 1985)[2];
- медаль «За трудову відзнаку» (25 листопада 1986)[1].